# Alexandra Radius
Alexandra Theodora Maria (Lex) Radius (Amsterdam, 3 juli 1942) is een Nederlands oud-ballerina.
Het ballet zat al op vroege leeftijd in de benen; ze spijbelde met ondersteuning van haar ouders wel eens van school. Naar eigen zeggen oefende ze al op haar vierde met een barre, deed een poging tot tapdansen en probeerde ze een jaar later in spitzen te staan. Serieuze lessen volgden op haar achtste; lerares was Nel Roos (Nel Roos Academie). Ook had zij les van Aart Verstegen. Op haar vijftiende stond ze op het podium; het voortgezet onderwijs maakte ze niet af.
Radius debuteerde bij het Nederlands Ballet van Sonia Gaskell, in 1957. Ze verhuisde op aandringen van Benjamin Harkarvy naar het Nederlands Dans Theater (1959-1969) en  Nederlands Nationaal Ballet (1970). Ze was ook een jaar verbonden aan het American Ballet Theatre (1969-1970) in New York.
Ze was geen wonderkind, maar hard werken (ze voelde zich streberig) en gunstige omstandigheden werkten in haar voordeel (aldus Radius in 1987).
In 1970 werd ze soliste. Ze danste in klassieke stukken, maar ook in eigentijdse choreografieën van bijvoorbeeld Rudi van Dantzig en Hans van Manen. Eind jaren 1970 tot begin jaren 1980 werkte ze samen met Rudolf Nureyev. Alexandra Radius danste de meeste jaren van haar carrière met Han Ebbelaar, haar echtgenoot. Als duo werden zij wereldberoemd, zij vierden hun 25-jarig jubileum in 1982 tijdens een gala-avond en in 1989 kregen zij gezamenlijk de VSCD Oeuvreprijs. In 1990 stopte ze op 48-jarige leeftijd met ballet op hoog niveau middels een afscheidstournee van circa 25 voorstellingen, die op 20 juni 1990 eindigde in het Muziektheater. Een aantal dagen daarna kreeg ze de Eremedaille voor Kunst en Wetenschap van de Huisorde van Oranje door koningin Beatrix der Nederlanden opgespeld in Huis ten Bosch. Ze was al in 1975 samen met haar man benoemd tot ridder in de Orde van Oranje-Nassau.
In 2018 werd de Jiří Kylián Ring aan haar toegekend.
Gedurende haar balletleven diende ze als muze voor choreografen, zoals Hans van Manen, Rudi van Dantzig, Toer van Schayk en Nils Christe. Bovendien was ze jaren bestuurslid van Stichting Dansersfonds '79.
Naar haar is de prijs voor aanstormend jong danstalent vernoemd. Deze Alexandra Radiusprijs wordt sinds 1988 jaarlijks uitgereikt door de Vrienden van Het Nationale Ballet aan een danser van dat gezelschap, die de meest opvallende prestatie heeft geleverd.

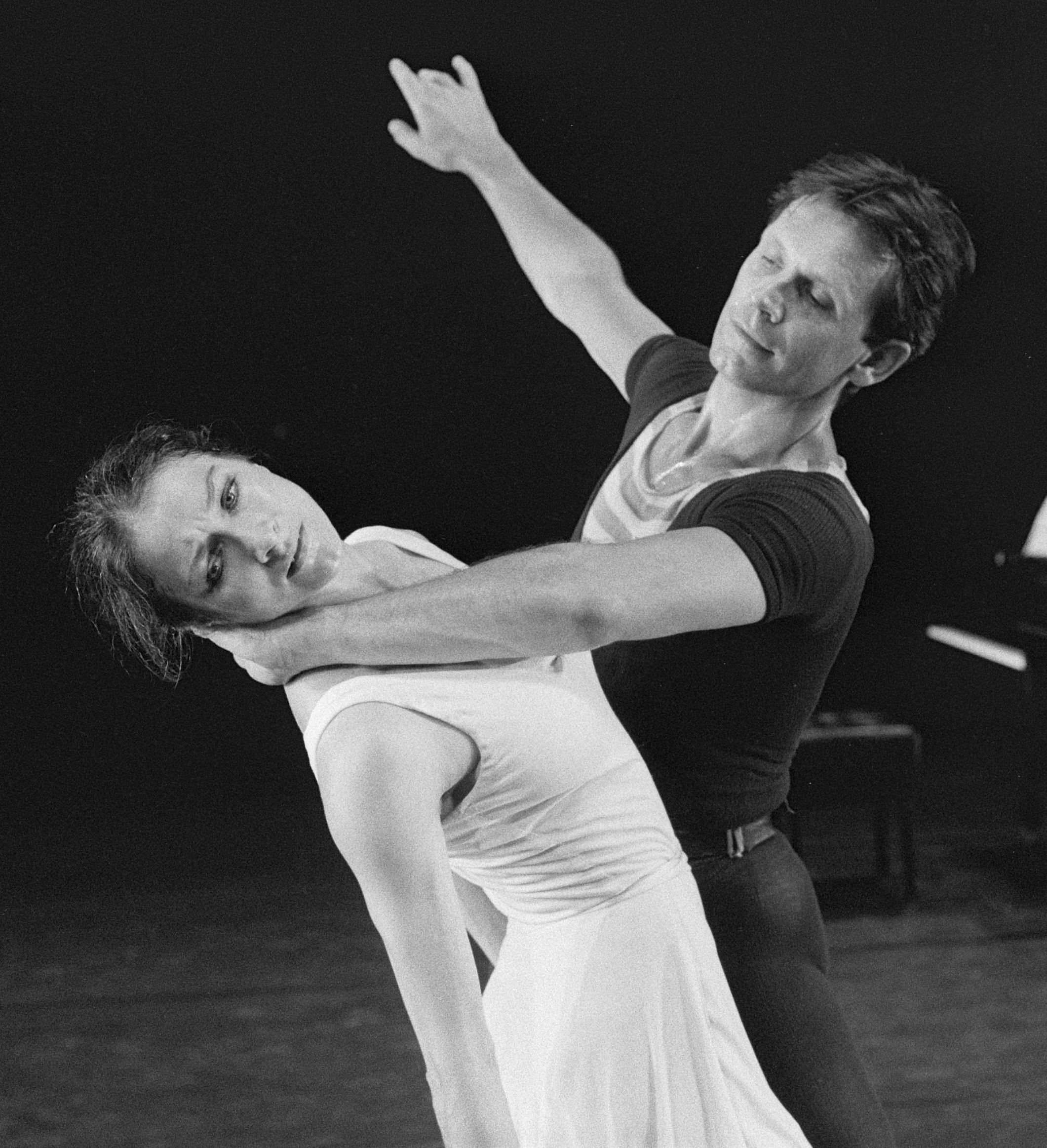
Alexandra Radius en Han Ebbelaar (1984)